# Soddy-Daisy
Soddy-Daisy is een plaats (city) in de Amerikaanse staat Tennessee, en valt bestuurlijk gezien onder Hamilton County.

## Demografie
Bij de volkstelling in 2000 werd het aantal inwoners vastgesteld op 11.530.
In 2006 is het aantal inwoners door het United States Census Bureau geschat op 12.030, een stijging van 500 (4.3%).

## Geografie
Volgens het United States Census Bureau beslaat de plaats een oppervlakte van
61,7 km², waarvan 59,7 km² land en 2,0 km² water.

## Plaatsen in de nabije omgeving
De onderstaande figuur toont nabijgelegen plaatsen in een straal van 20 km rond Soddy-Daisy.